# Північно-Західна армія (Російська Держава)
Північно-Західна армія (Російська Держава) — військове формування Російської Держави (Білий рух), що діяло на Північно-Західному напрямі. Армія сформована 1 липня 1919 року на основі Північного корпусу та інших військових формувань білогвардійської спрямованості, що знаходилися на теренах Псковської губернії. Припинила існування 22 січня 1920 року.

## Бойовий шлях
Бойовий шлях армії розпочався відразу по її створенню. Головною ціллю армії під командуванням М. М. Юденича вважалося взяття Петрограда та ліківідація більшовицького уряду. Наступ на Петроград розпочався 13 травня 1919 року. Білогвардійці прорвали фронт 7-ї радянської армії під Нарвою. 15 травня військовики захопили Гдов, 17 травня Ямбург, а 25 травня — Псков.
Завдяки своїм зв'язкам та міжнародному авторитету М. М. Юденич був призначений головнокомандуючим всім сухопутними та морськими силами Північно-західного театру військових дій. Указ про призначення підписав Верховний правитель Росії О. В. Колчак. До початку червня 1919 року білогвардійці впритул підійшли до Петрограду, захопивши Гатчину. Однак, червоне командування перекинуло необхідні резерви для захисту міста, а невдовзі перейшли в контрнаступ. Через невелику чисельність армія під командуванням Юденича вимушена була відступити на територію Естонії.

## Допомога Антанти
Політичні кола країн Антанти були зацікавлені в військово-політичній інтервенції на територію колишньої Російської імперії. Однак, внутрішньополітичні події не давали змоги США, Великій Британії та Франції залучати великі військові формування. Саме з цих причин було прийнято рішення про надання фінансових та матеріально-технічних ресурсів військовим формуванням білогвардійців. Так, країнами Антанти поставлялася військова форма, стрілецька зброя, артилерія, танки, продовольство. Крім того, антантівська ескадра забезпечувала постійний зв'язок Північно-Західного уряду білогвардійців та європейських країн.

## Українська допомога при створенні армії
Українська Держава на чолі з П. П. Скоропадським вклала багато ресурсів і сил для допомоги багатьом білогвардійським формуванням, в тому числі Північно-Західній армії. Офіцерам, які перебували в Україні і погоджувалися служити білогвардійських арміях видавалися необхідні документи та певна кількість асигнувань для виїзду з території України. Подібними кроками урядовці вирішували декілька нагальних питань:
- Зменшувала проросійський вплив на власну армію;
- Встановлювала зв'язки з білогвардійськими урядами в надії на визнання;
- Зменшувала кількість радикального проросійськи налаштованого офіцерства

## Розпуск армії
В Естонії 15 тисяч солдат і офіцерів армії були спочатку роззброєні, а потім переміщені в концентраційні табори. Такий стан речей склався через те, що нові уряди Балтійських країн, на території яких базувалася армія, намагалися домовитися з радянським керівництвом про підписання мирного договору та взаємне дипломатичне визнання. 22 січня 1920 року наказом М. М. Юденича армія була ліквідована як військова одиниця. Багато офіцерів та солдатів внаслідок перебування в естонських таборах захворіли тифом на невовзі померли.

## Зовнішні посилання
- В память о солдатах Северо-Западной армии пройдут панихиды [недоступне посилання з квітня 2019]

- Октябрьское наступление на Петроград и причины неудачи похода: записки белого офицера. Финляндия. 1920.
- Статья «Красная вода Наровы»
- Газета С-З армии Приневский край
- Истребление армии Юденича в Эстонии
- История Северо-Западной армии 1918—1920 гг.